# Barbora Klementová
Barbora Klementová (ur. 11 października 1994 w Lewoczy) – słowacka biegaczka narciarska, zawodniczka klubu KL Novaky.

## Kariera
Po raz pierwszy na arenie międzynarodowej pojawiła się w 11 grudnia 2010 roku, podczas zawodów Pucharu Słowiańskiego (Slavic Cup) w czeskiej miejscowości Horní Mísečky, gdzie uplasowała się na 31. pozycji na dystansie 5 km stylem klasycznym.
W Pucharze Świata zadebiutowała 16 stycznia 2016 roku w Planicy, w sprincie stylem dowolnym uplasowała się na 57. pozycji. Pucharowych punktów jeszcze nie wywalczyła.

## Osiągnięcia

### Igrzyska olimpijskie
| Miejsce | Dzień     | Rok  | Miejscowość | Konkurencja                      | Czas biegu   | Strata | Zwyciężczyni      |
| ------- | --------- | ---- | ----------- | -------------------------------- | ------------ | ------ | ----------------- |
| 53.     | 13 lutego | 2018 | Pjongczang  | Sprint stylem klasycznym         | 3:03,84 min  | —      | Stina Nilsson     |
| 18.     | 21 lutego | 2018 | Pjongczang  | Sprint drużynowy stylem dowolnym | 15:56,47 min | —      | Stany Zjednoczone |

### Mistrzostwa świata
| Miejsce | Dzień     | Rok  | Miejscowość   | Konkurencja                        | Czas biegu   | Strata      | Zwyciężczyni           |
| ------- | --------- | ---- | ------------- | ---------------------------------- | ------------ | ----------- | ---------------------- |
| 63.     | 21 lutego | 2013 | Val di Fiemme | sprint stylem klasycznym           | 3:16,6 min   | –           | Marit Bjørgen          |
| 47.     | 19 lutego | 2015 | Falun         | Sprint stylem klasycznym           | 3:26,63 min  | —           | Marit Bjørgen          |
| 13.     | 22 lutego | 2015 | Falun         | Sprint drużynowy stylem dowolnym   | 14:29,57 min | —           | Norwegia               |
| 63.     | 21 lutego | 2019 | Seefeld       | Sprint stylem dowolnym             | 2:32,35 min  | —           | Maiken Caspersen Falla |
| 14.     | 24 lutego | 2019 | Seefeld       | Sprint drużynowy stylem klasycznym | 15:14,93 min | —           | Szwecja                |
| 59.     | 25 lutego | 2021 | Oberstdorf    | Sprint stylem klasycznym           | 2:36,76 min  | —           | Jonna Sundling         |
| 14.     | 28 lutego | 2021 | Oberstdorf    | Sprint drużynowy stylem dowolnym   | 16:27,94 min | -           | Szwecja                |
| 69.     | 2 marca   | 2021 | Oberstdorf    | 10 km stylem dowolnym              | 23:09,8 min  | +6:01,4 min | Therese Johaug         |

### Mistrzostwa świata juniorów
| Miejsce | Dzień       | Rok  | Miejscowość   | Konkurencja              | Czas biegu  | Strata      | Zwyciężczyni        |
| ------- | ----------- | ---- | ------------- | ------------------------ | ----------- | ----------- | ------------------- |
| 49.     | 21 stycznia | 2013 | Liberec       | Sprint stylem klasycznym | —           | —           | Stina Nilsson       |
| 46.     | 23 stycznia | 2013 | Liberec       | 5 km stylem dowolnym     | 12:35,3 min | +1:17,7 min | Victoria Carl       |
| 47.     | 25 stycznia | 2013 | Liberec       | 10 km bieg łączony       | 27:13,0 min | +3:05,9 min | Teresa Stadlober    |
| 30.     | 29 stycznia | 2014 | Val di Fiemme | Sprint stylem dowolnym   | —           | —           | Jonna Sundling      |
| 54.     | 31 stycznia | 2014 | Val di Fiemme | 10 km bieg łączony       | 30:45,8 min | +3:56,7 min | Sarah Schaber       |
| 58.     | 2 lutego    | 2014 | Val di Fiemme | 5 km stylem klasycznym   | 14:05,0 min | +2:09,5 min | Natalja Niepriajewa |

### Mistrzostwa świata młodzieżowców (do lat 23)
| Miejsce | Dzień     | Rok  | Miejscowość | Konkurencja             | Czas biegu  | Strata      | Zwyciężczyni       |
| ------- | --------- | ---- | ----------- | ----------------------- | ----------- | ----------- | ------------------ |
| 41.     | 22 lutego | 2016 | Râșnov      | Sprint stylem dowolnym  | 2:52,14 min | —           | Jonna Sundling     |
| 48.     | 23 lutego | 2016 | Râșnov      | 10 km stylem klasycznym | 28:49,4 min | +7:40,7 min | Anastasija Siedowa |
| 49.     | 25 lutego | 2016 | Râșnov      | 10 km stylem dowolnym   | 23:14,1 min | +4:19,1 min | Victoria Carl      |

### Uniwersjada
| Miejsce | Dzień       | Rok  | Miejscowość         | Konkurencja                                 | Czas biegu   | Strata      | Zwyciężczyni       |
| ------- | ----------- | ---- | ------------------- | ------------------------------------------- | ------------ | ----------- | ------------------ |
| 20.     | 25 stycznia | 2015 | Szczyrbskie Jezioro | Sprint stylem dowolnym                      | —            | —           | Anastasija Słonowa |
| 11.     | 26 stycznia | 2015 | Szczyrbskie Jezioro | Sprint drużynowy stylem klasycznym          | 19:56,98 min | —           | Rosja I            |
| 39.     | 28 stycznia | 2015 | Szczyrbskie Jezioro | 5 km stylem klasycznym                      | 13:09,5 min  | +1:52,0     | Oksana Usatowa     |
| 9.      | 30 stycznia | 2015 | Szczyrbskie Jezioro | bieg sztafetowy 3×5 km                      | 47:47,1 min  | +6:24,9 min | Rosja              |
| 39.     | 31 stycznia | 2015 | Szczyrbskie Jezioro | 15 km stylem dowolnym (start masowy)        | 44:47,1 min  | +7:50,3 min | Anastasija Słonowa |
| 34.     | 3 marca     | 2019 | Krasnojarsk         | 5 km stylem klasycznym                      | 14:48,6 min  | +2:01,7 min | Alisa Żambałowa    |
| 31.     | 4 marca     | 2019 | Krasnojarsk         | 5 km stylem dowolnym (bieg pościgowy)       | 12:42,9 min  | +3:16,2 min | Alisa Żambałowa    |
| 8.      | 6 marca     | 2019 | Krasnojarsk         | Sprint stylem dowolnym                      | 2:47,34 min  | —           | Petra Hynčicová    |
| 16.     | 8 marca     | 2019 | Krasnojarsk         | Sprint drużynowy mieszany stylem klasycznym | 22:11,37 min | —           | Rosja I            |
| 24.     | 11 marca    | 2019 | Krasnojarsk         | 15 km stylem dowolnym (start masowy)        | 38:39,8 min  | +2:57,2 min | Alisa Żambałowa    |

### Igrzyska olimpijskie młodzieży
| Miejsce | Dzień       | Rok  | Miejscowość | Konkurencja                               | Czas biegu  | Strata      | Zwyciężczyni       |
| ------- | ----------- | ---- | ----------- | ----------------------------------------- | ----------- | ----------- | ------------------ |
| 12.     | 17 stycznia | 2012 | Innsbruck   | 5 km stylem klasycznym                    | 14:18,0 min | +1:58,5 min | Anastasija Siedowa |
| 14.     | 19 stycznia | 2012 | Innsbruck   | Sprint stylem dowolnym                    | 1:57,4 min  | —           | Silje Theodorsen   |
| 17.     | 21 stycznia | 2012 | Innsbruck   | bieg sztafetowy mieszany (biegi+biathlon) | 1:04:23,4 h | +5:51,3 min | Niemcy             |

### Olimpijski festiwal młodzieży Europy
| Miejsce | Dzień     | Rok  | Miejscowość | Konkurencja              | Czas biegu  | Strata      | Zwyciężczyni           |
| ------- | --------- | ---- | ----------- | ------------------------ | ----------- | ----------- | ---------------------- |
| 35.     | 14 lutego | 2011 | Liberec     | 7,5 km stylem klasycznym | 24:29,7 min | +3:40,8 min | Sofia Henriksson       |
| 27.     | 15 lutego | 2011 | Liberec     | Sprint stylem klasycznym | —           | —           | Stina Nilsson          |
| 30.     | 17 lutego | 2011 | Liberec     | 5 km stylem dowolnym     | 11:27,7 min | +1:14,3 min | Hilde Losgård Landheim |

### Puchar Świata

#### Miejsca w klasyfikacji generalnej
| Sezon     | Miejsce           |
| --------- | ----------------- |
| 2015/2016 | niesklasyfikowana |
| 2018/2019 | niesklasyfikowana |
| 2019/2020 | nie brała udziału |
| 2020/2021 | 123.              |
| 2021/2022 | niesklasyfikowana |

#### Miejsca w poszczególnych zawodachPucharu Świata
stan po zakończeniu sezonu 2018/2019
| Sezon 2015/2016 |                      |                          |                            |                             |                       |                            |                      |                         |                         |                            |                           |                           |                           |                              |                              |                              |                     |                      |                                      |                            |                     |                        |                       |                       |                      |                        |                       |                           |                        |                        |                     |                         |                         |                         |        |        |        |        |        |        |        |        |        |        |        |        |        |        |        |        |        |        |        |        |        |        |        |        |        |        |
| Ruka 27.11 (SP C) | Ruka 28.11 (5 km F)  | Ruka 29.11 (10 km C)     | RT                         | Lillehammer 5.12 (2×7,5 km) | Davos 12.12 (15 km F) | Davos 13.12 (SP F)         | Toblach 19.12 (SP F) | Toblach 20.12 (10 km C) | Lenzerheide 1.01 (SP F) | Lenzerheide 2.01 (15 km C) | Lenzerheide 3.01 (5 km F) | Oberstdorf 5.01 (SP C)    | Oberstdorf 6.01 (10 km C) | Toblach 8.01 (5 km F)        | Val di Fiemme 9.01 (10 km C) | Val di Fiemme 10.01 (9 km F) | TdS                 | Planica 16.01 (SP F) | Nové Město na Moravě 23.01 (10 km F) | Drammen 3.02 (SP C)        | Oslo 7.02 (30 km C) | Sztokholm 11.02 (SP C) | Falun 13.02 (5 km C)  | Falun 14.02 (10 km F) | Lahti 20.02 (SP F)   | Lahti 21.02 (2×7,5 km) | Gatineau 1.03 (SP F)  | Montreal 2.03 (10,5 km C) | Québec 4.03 (SP F)     | Québec 5.03 (10 km F)  | Canmore 8.03 (SP C) | Canmore 9.03 (2×7,5 km) | Canmore 11.03 (10 km F) | Canmore 12.03 (10 km C) | STK    | punkty | punkty | punkty | punkty | punkty | punkty | punkty | punkty | punkty | punkty | punkty | punkty | punkty | punkty | punkty | punkty | punkty | punkty | punkty | punkty | punkty | punkty | punkty | punkty | punkty |
| - | -                    | -                        | -                          | -                           | -                     | -                          | -                    | -                       | -                       | -                          | -                         | -                         | -                         | -                            | -                            | -                            | -                   | 57                   | -                                    | -                          | -                   | -                      | -                     | -                     | -                    | -                      | -                     | -                         | -                      | -                      | -                   | -                       | -                       | -                       | -      | 0      | 0      | 0      | 0      | 0      | 0      | 0      | 0      | 0      | 0      | 0      | 0      | 0      | 0      | 0      | 0      | 0      | 0      | 0      | 0      | 0      | 0      | 0      | 0      | 0      |
| Sezon 2018/2019 |                      |                          |                            |                             |                       |                            |                      |                         |                         |                            |                           |                           |                           |                              |                              |                              |                     |                      |                                      |                            |                     |                        |                       |                       |                      |                        |                       |                           |                        |                        |                     |                         |                         |                         |        |        |        |        |        |        |        |        |        |        |        |        |        |        |        |        |        |        |        |        |        |        |        |        |        |        |
| Ruka 24.11 (SP C) | Ruka 25.11 (10 km C) | Lillehammer 30.11 (SP F) | Lillehammer 1.12 (10 km F) | Lillehammer 2.12 (10 km C)  | LT                    | Beitostølen 8.12 (15 km F) | Davos 15.12 (SP F)   | Davos 16.12 (10 km F)   | Toblach 29.12 (SP F)    | Toblach 30.12 (10 km F)    | Val Müstair 1.01 (SP F)   | Oberstdorf 2.01 (10 km C) | Oberstdorf 3.01 (10 km F) | Val di Fiemme 5.01 (10 km C) | Val di Fiemme 6.01 (9 km F)  | TdS                          | Drezno 12.01 (SP F) | Otepää 19.01 (SP C)  | Otepää 20.01 (10 km C)               | Ulricehamn 26.01 (10 km F) | Lahti 9.02 (SP F)   | Cogne 16.02 (SP F)     | Cogne 17.02 (10 km C) | Oslo 10.03 (30 km C)  | Drammen 12.03 (SP C) | Falun 16.03 (SP F)     | Falun 17.03 (10 km F) | Québec 22.03 (SP F)       | Québec 23.03 (10 km C) | Québec 24.03 (10 km F) | FPŚ                 | punkty                  | punkty                  | punkty                  | punkty | punkty | punkty | punkty | punkty | punkty | punkty | punkty | punkty | punkty | punkty | punkty | punkty | punkty | punkty | punkty | punkty | punkty | punkty | punkty | punkty | punkty |        |        |        |        |
| - | -                    | -                        | -                          | -                           | -                     | -                          | -                    | -                       | -                       | -                          | -                         | -                         | -                         | -                            | -                            | -                            | 51                  | -                    | -                                    | -                          | -                   | -                      | -                     | -                     | -                    | -                      | -                     | -                         | -                      | -                      | -                   | 0                       | 0                       | 0                       | 0      | 0      | 0      | 0      | 0      | 0      | 0      | 0      | 0      | 0      | 0      | 0      | 0      | 0      | 0      | 0      | 0      | 0      | 0      | 0      | 0      | 0      |        |        |        |        |
| Legenda |                      |                          |                            |                             |                       |                            |                      |                         |                         |                            |                           |                           |                           |                              |                              |                              |                     |                      |                                      |                            |                     |                        |                       |                       |                      |                        |                       |                           |                        |                        |                     |                         |                         |                         |        |        |        |        |        |        |        |        |        |        |        |        |        |        |        |        |        |        |        |        |        |        |        |        |        |        |
| 1 2 3 4-10 11-30 31-100 wyniki anulowane DNF - zawodnik nie ukończył biegu – - zawodnik nie wystartował TdS - Tour de Ski FPŚ - Finał Pucharu Świata RT - Ruka Triple STK - Ski Tour Kanada |                      |                          |                            |                             |                       |                            |                      |                         |                         |                            |                           |                           |                           |                              |                              |                              |                     |                      |                                      |                            |                     |                        |                       |                       |                      |                        |                       |                           |                        |                        |                     |                         |                         |                         |        |        |        |        |        |        |        |        |        |        |        |        |        |        |        |        |        |        |        |        |        |        |        |        |        |        |